# أحمديون
]]حذف

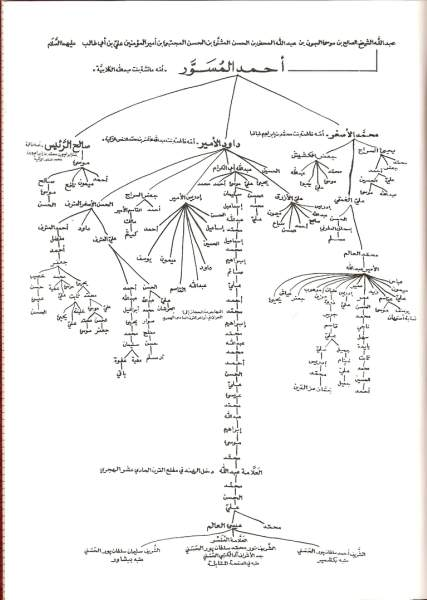
مشجرة أشراف الحجازالأحمديون

الأحمديون هم أحد طبقات بني الحسن بن علي بن أبي طالب الهاشميين القرشيين، وينتسبون إلى جدهم أحمد المسور بن عبد الله بن موسى الهاشمي القرشي، وكان لجدهم أحمد المسور إمارة في ينبع. وقد انقسموا إلى المحمديين عقب محمد الأصغر بن أحمد المسور، والداودية عقب داود الأمير بن أحمد المسور.
وينقسم أشراف الحجاز الأحمديون إلى طبقتين وهم:

## الطبقة الأولى الأشراف المحمدية
عقب محمدالأصغر بن أحمد المسور، منهم بني الكشيش والعموق، قال ابن فندق في اللباب: العمقي أول من نسب إلى عمق علي بن محمد بن أحمد بن عبد الله السويقي، له اولاد من أمراء الحجاز، قلت ومن العموق نسابة أصفهان السيد أبو محمد يوسف بن القاسم بن عبد الله بن محمد بن علي العمقي.

## الطبقة الثانية الأشراف الداودية
عقب داود الأمير بن أحمد المسور، ويعد عقب داود الأمير أكثر أعقاب بني أحمد المسور عدداً، قال ابن فندق في اللباب: الداوودية منسوبون إلى داود وهو الذي هلك في البحر بن أحمد بن عبد الله السويقي، الداوودية رهط جليل ولهم أعقاب من أمراء الحجاز وأجلاء اليمن؛ ومن الداودية الكراميون اولاد عبد الله أبوالكرام بن داود الأمير قبيلة عظيمة، قال المروزي في الفخري: عبد الله أبي الكرام، وعقبه بطن كثير 
لهم عدد وهم يعرفون بالكراميين؛ ومنهم الداودية الإدريسية وهم أولاد سيدنا إدريس الأمير بن داود الأمير بن أحمد المِسْوَر، وأكثر أمراء الحجاز الداودية الأحمديون من عقبه، ومن الإدريسية السادة آل بامالك وهؤلاء من أجلاء اليمن بحضرموت ومنهم حاليا في الحجاز (وهم نسل الإمام الشريف سيدنا مالك بن أحمد بن علي البنفسج بن الحسن المكفوف البنفسج المكوي بن إدريس الأمير).